# Bundesstraße 206
Die Bundesstraße 206 (Abkürzung: B 206) ist eine wichtige Ost-West-Verbindung im südlichen Schleswig-Holstein. Ihr Verlauf begrenzt in etwa die Metropolregion Hamburg und den äußeren Hamburger Speckgürtel nach Norden.

## Verlauf

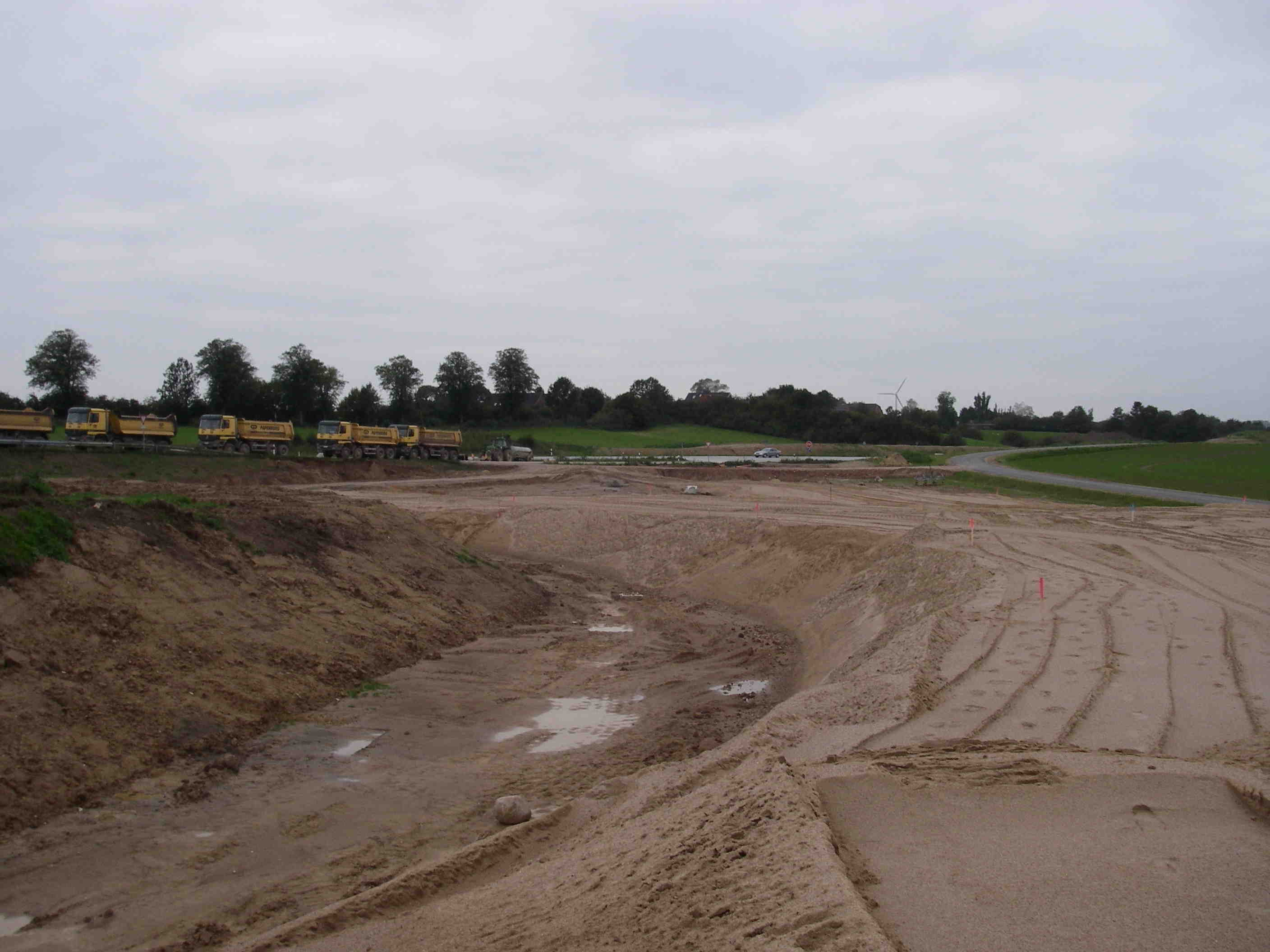
Baustelle A 20 bei Geschendorf (2006)

Die B 206 beginnt am Ende der A 20 östlich von Bad Segeberg und führt über Bad Bramstedt, Kellinghusen und Hohenlockstedt nach Itzehoe zur A 23. Westlich von Bad Segeberg kreuzt sie die A 21, östlich von Bad Bramstedt die A 7.

## Geschichte
Die Reichsstraße 206 (wie die B 206 damals noch genannt wurde) wurde – wie alle Ost-West-Verbindungen in Schleswig-Holstein – um 1937 eingerichtet. Ihr westlicher Streckenabschnitt zwischen Itzehoe und Kellinghusen wurde 1868/69 erbaut. Vorgänger als Altstraße ist streckenweise die mittelalterliche Lübsche Trade.
Bis zum Bau der A 20 zwischen Bad Segeberg und der A 1 begann die B 206 in Lübeck. Von Segeberg bis zur Anschlussstelle Geschendorf verläuft die A 20 auf der Trasse der getrennt B 206, bis zur Anschlussstelle Mönkhagen etwas nördlich davon und schwenkt dann nach Süden.
In der Folge wurde die alte Bundesstraße zur Kreisstraße 115 im Kreis Segeberg bzw. Kreisstraße 112 im Kreis Stormarn herabgestuft, von Mönkhagen bis Lübeck zur Landesstraße 332. A 20 und B 206 nutzen bzw. nutzten zwischen Weede und Segeberg teilweise die ehemalige Trasse der Mitte der 1960er Jahre eingestellten Lübeck-Segeberger Eisenbahn.
Seit Ende 2011 verläuft die B 206 auf einer Ortsumgehung nördlich um Bad Bramstedt.

## Ausbauzustand
Der Ausbauzustand der B 206 gliedert sich wie folgt:
| Abschnitt                                                | Streifen | Trennstreifen |
| -------------------------------------------------------- | -------- | ------------- |
| Autobahnende bei Bad Segeberg – Ortseingang Bad Segeberg | 2        | nein          |
| Ortseingang Bad Segeberg − AS Bad Segeberg-Nord          | 4        | nein          |
| AS Bad Segeberg-Nord − Itzehoe                           | 2        | nein          |

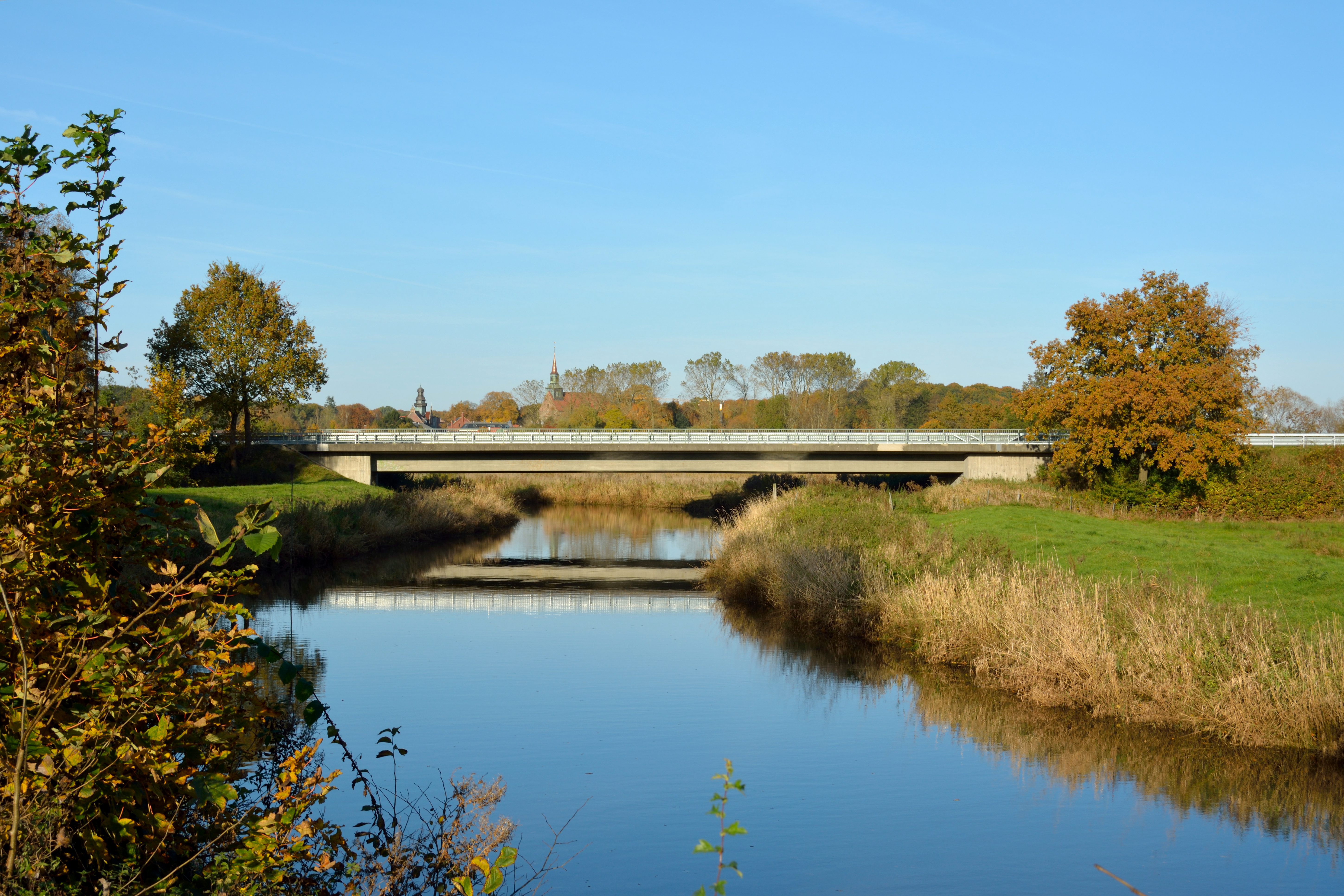
Die Störbrücke der Ortsumgehung in Kellinghusen